# Anna-Maria Rieder
Anna Maria Rieder (2 febbraio 2000) è una sciatrice alpina tedesca paralimpica che ha gareggiato alle Paralimpiadi invernali del 2018 e del 2022, dove ha vinto una medaglia di bronzo.

## Biografia
Rieder è figlia di Marion e Max, due scienziati e allenatori di sci presso un centro di allenamento olimpico di sci alpino a Garmisch-Partenkirchen, in Germania. Nata prematura di tre mesi e mezzo, alla nascita pesava solo 722 grammi. Diagnosticata con un'emorragia cerebrale, è stata ricoverata in ospedale per sei mesi in seguito alla paralisi del lato sinistro del corpo. Ha iniziato a sciare all'età di due anni. Durante la sua prima sessione con la nazionale tedesca è stata soprannominata "Mary", per distinguerla dalle sue compagne di squadra Anna Schaffelhuber e Anna-Lena Forster.

## Carriera

### Mondiali
Rieder ha fatto il suo debutto internazionale ai Campionati mondiali di sci alpino paralimpico del 2017 a Tarvisio, dove ha vinto una medaglia di bronzo nello slalom speciale in piedi; ai Mondiali di Espot 2023 ha vinto la medaglia d'oro nella discesa libera, quella d'argento nella combinata e quella di bronzo nel supergigante e nello slalom gigante.

### Paralimpiadi
Ha rappresentato la Germania alle Paralimpiadi invernali del 2018, classificandosi al 6º posto nello slalom gigante.
Ha nuovamente rappresentato la Germania alle Paralimpiadi invernali del 2022, vincendo una medaglia di bronzo nello slalom speciale in piedi. Ha poi concluso la gare di supercombinata al quarto posto e quella di superG e slalom gigante al quinto posto. Ai Mondiali di Maribor 2025 ha vinto la medaglia di bronzo nello slalom speciale.

## Palmarès

### Paralimpadi
- 1 medaglia:
  - 1 bronzo (slalom speciale a Pechino 2022)

### Mondiali
- 7 medaglie:
  - 1 oro (discesa libera a Espot 2023)
  - 1 argento (combinata a Espot 2023)
  - 5 bronzi (slalom speciale a Tarvisio 2017; supercombinata a Lillehammer 2021; supergigante, slalom gigante a Espot 2023; slalom speciale a Maribor 2025)